# Steadicam

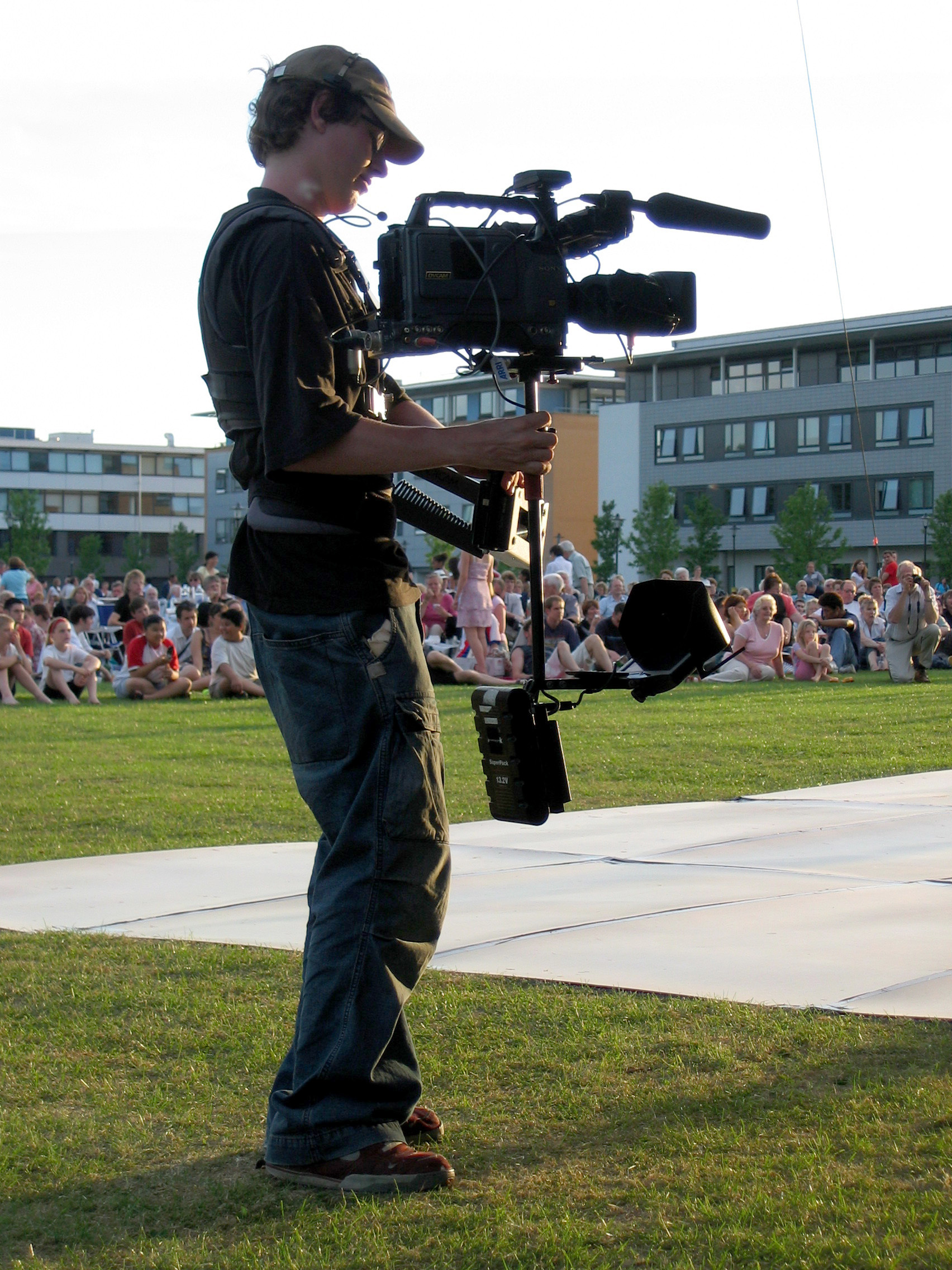
Steadicam mit Tragekonstruktion

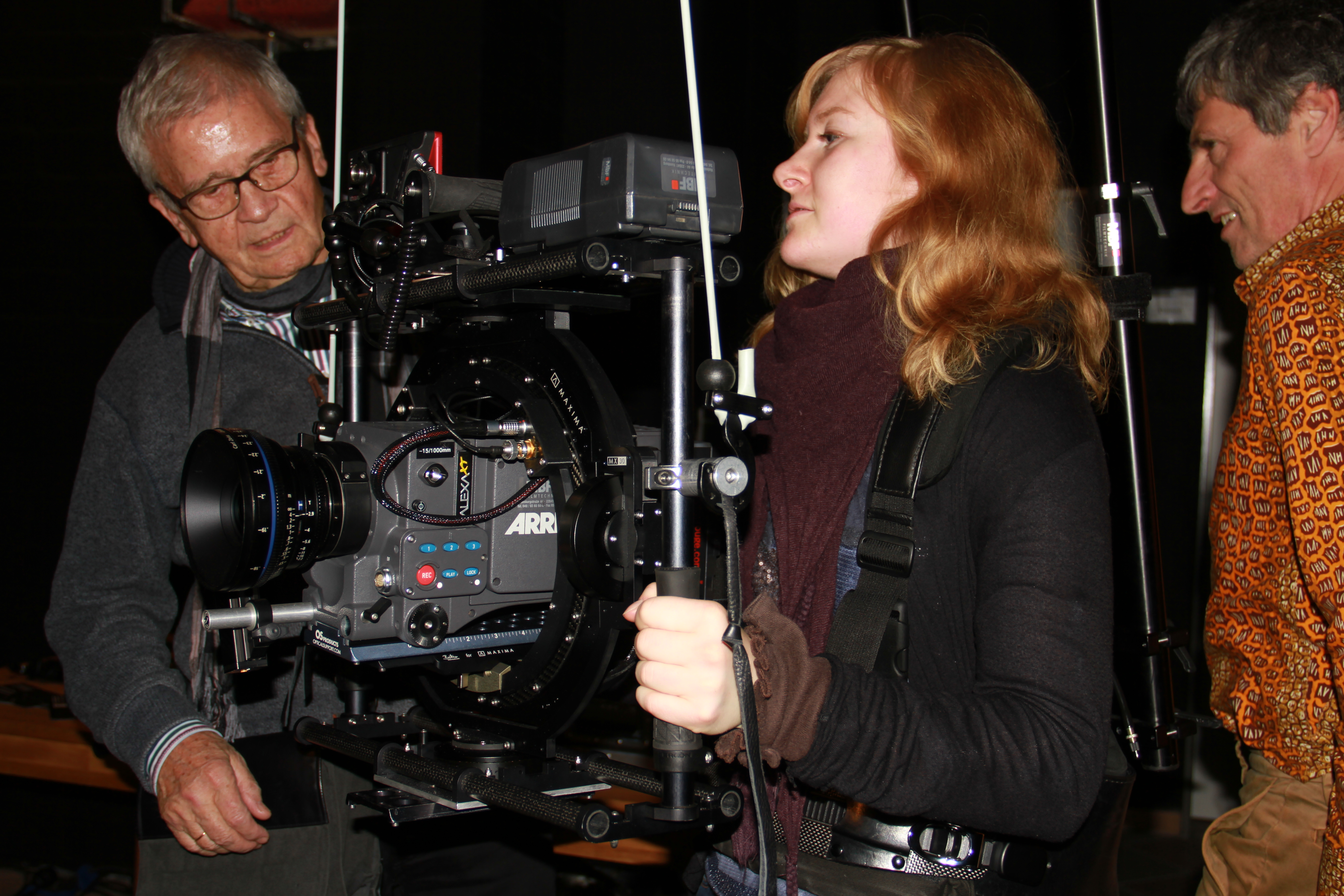
Steadicam mit kombinierter Gurt- und Seiltragekonstruktion (links im Hintergrund Jost Vacano)

Die Steadicam, auch Schwebestativ oder Steadycam genannt, ist ein komplexes Halterungssystem für tragbare Film- und Fernsehkameras, das verwacklungsarme Bilder von einem frei beweglichen Kameramann ermöglicht. Es wurde Mitte der 1970er Jahre von Garrett Brown erfunden.
Steadicam ist eine eingetragene Marke der The Tiffen Company, LLC, New York.

## Aufbau und Funktionsprinzip

### Vorläufer
Die Fachzeitschrift Filmtechnik empfahl 1926 ein „Bruststativ“, gewissermaßen ein Vorläufer der Steadicam.
Einfache Stabilisierungsstative nutzen Trägheit, Kipp- und Neigestabilität (Trägheitsmoment) einer großen, an ihrem Schwerpunkt gehaltenen Masse. Physikalisch gesehen stellen sie einen senkrecht angeordneten, zweiseitigen Hebel dar. An der einen Seite (Lastarm) ist die Kamera befestigt, an der anderen Seite (Kraftarm) das Ausgleichsgewicht. In der Mitte der Verbindung von Last- und Kraftarm, dem Drehzentrum des zweiseitigen Hebels, befindet sich der Handgriff. Das Ausgleichsgewicht besteht aus Akkus, Kontrollmonitor und eventuell Zusatzgewichten und ist so dimensioniert, dass der gemeinsame Schwerpunkt von Kamera, Steadicam und Ausgleichsgewicht im Handgriff der Steadicam liegt.
Auf diese Weise wird einerseits ein schmerzhaftes Drehmoment auf das Handgelenk des Kameramanns vermieden, andererseits das System aus Kamera und Stabilisierung weitgehend von einem Teil der Bewegungen des Kameramanns isoliert. Lineare Bewegungen der Hand des Kameramanns (in allen drei Dimensionen) führen kaum zu Drehbewegungen des Systems und damit der Kamera. Das „Wackeln“ der Aufnahmen (vor allem durch kleine Winkeländerungen der Kamera hervorgerufen) wird durch die weit auseinander angeordneten Massen und das damit einhergehende hohe Trägheitsmoment deutlich reduziert. Schwenkbewegungen der Hand werden allerdings kaum kompensiert, und der Kameramann muss das komplette Systemgewicht mit einer Hand bewältigen.

### Steadicam

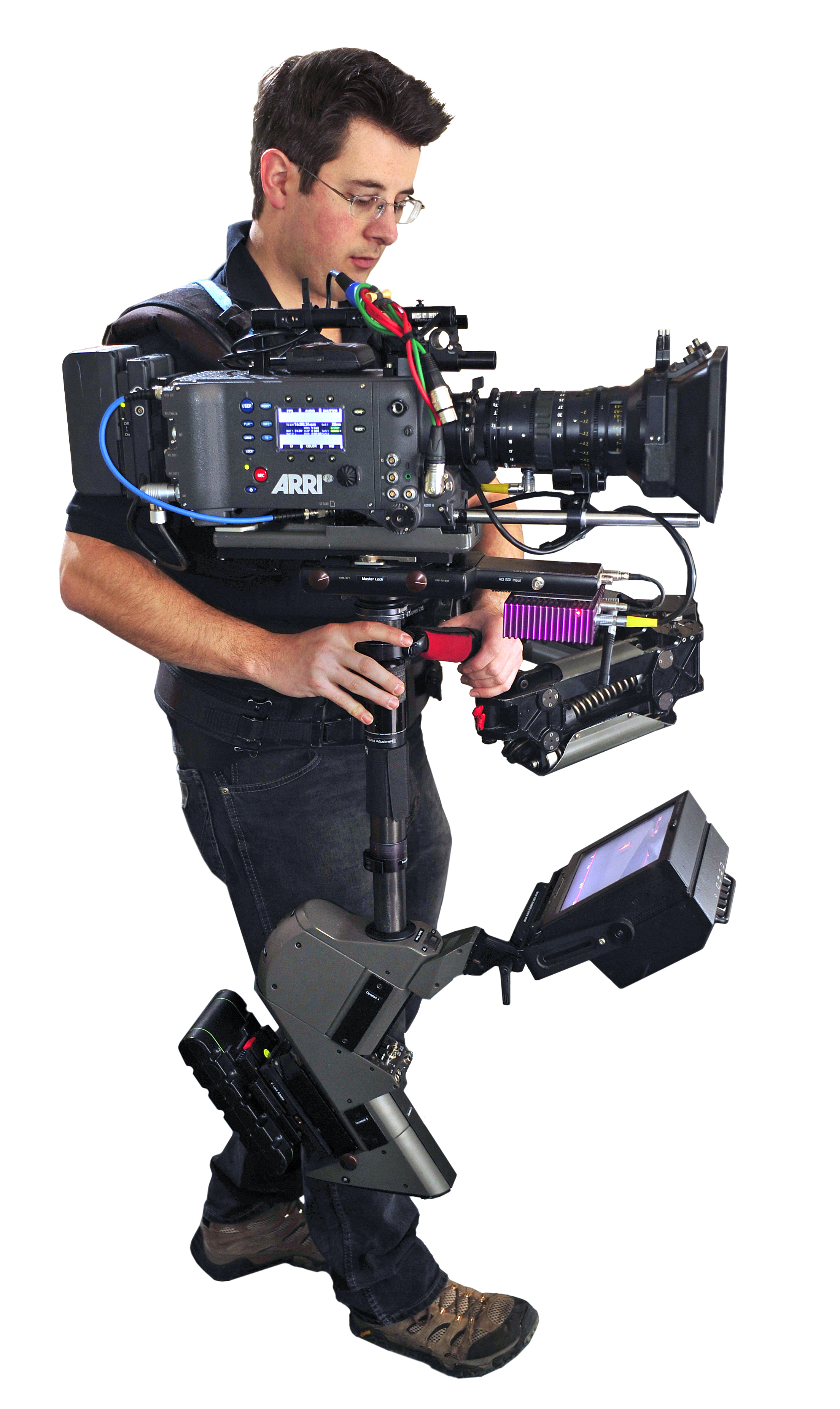
Steadicam im Einsatz

Bei der Steadicam bewirkt neben der Trägheit (statische Trägheitskraft und dynamisches Trägheitsmoment) auch die Entkoppelung der direkten Verbindung Kameramann/System eine Stabilisierung. Hierbei ist das Stativsegment knapp oberhalb des Schwerpunkts nur über eine kardanische Aufhängung mit dem Kameramann verbunden. Dadurch werden unbeabsichtigte Drehbewegungen des Kameramanns weitgehend vom Kamerasystem ferngehalten. Beabsichtigte, aber zu schnelle Schwenks werden durch größere Radien in der Anordnung der Gegengewichte kompensiert (statt einer nur senkrecht angeordneten Massenverteilung wird ein Teil der Masse nach vorn und ein dazu passender Teil nach hinten verlagert.)
Das (meist erhebliche) Zusatzgewicht des Systems wird mittels eines speziellen, beweglichen Tragarms mit einer den ganzen Rumpf umschließenden Tragweste verbunden (Rig), die das Gewicht aufnimmt. Der Tragarm besteht meist aus zwei parallelstatischen Gelenkarmen (Parallelogrammführung), die mittels starker auf das Gewicht der Kamera abgestimmter Federn die Kamera auf halber Höhe der Armauslenkung halten. Durch den gefederten, isoelastischen Tragarm wird – zusätzlich zur einfachen Bauart – auch die vor allem auftretende senkrechte Komponente der Laufbewegung des Kameramanns weitgehend entkoppelt. Steigt der Kameramann beispielsweise auf eine Stufe, so folgt die Kamera der Bewegung mit gleitend weicher Verzögerung.
Durch den Tragarm kann die Steadicam auch seitlich, parallel zur Rumpfachse des Kameramanns, ausgeschwenkt werden, was auch Kamerapositionen weit vom Körperschwerpunkt entfernt ermöglicht. Das dabei auftretende Drehmoment wird über die Weste auf die Wirbelsäule des Kameramanns übertragen. Das Drehmoment ist umso größer, je weiter der Kameramann die Steadicam seitlich von seinem Rumpf weg ausschwenkt. Mit der Steadicam werden störende Drehungen der Kamera als solche vermieden, und die Höhe der Kamera über Grund kann durch die bequeme (für die Arme und Hände des Kameramanns kräftefreie und damit schmerz- und ermüdungsarme) Handhabung nahezu konstant gehalten werden. Eine Belastung der Wirbelsäule des Kameramanns ist allerdings unvermeidlich. Ein neuartiger Westentyp, auch „Walter-Klassen-Harness“ genannt, setzt den Tragepunkt hinten am Körper an und vermeidet damit die Belastung der Wirbelsäule.
Durch die Schwerpunktaufhängung ist das Steadicam Rig extrem berührungsempfindlich und die Kamera kann nicht mehr von Hand bedient werden. Daher sind die wichtigsten Funktionen der Kamera (Schärfe, Blende etc.) über eine Fernsteuerung bedienbar. Zur Bildkontrolle wird ein am Rig montierter sehr lichtstarker Monitor eingesetzt. Das Bild kann zusätzlich auch live auf einen Monitor (etwa für den Regisseur oder bei Live-Sendungen) übertragen werden.

## Komponenten der Steadicam
Eine Steadicam besteht aus drei Komponenten, der Weste, dem Stabilisierungsarm und dem Rig mit Gimbal. An der Weste wird der Stabilisierungsarm links oder rechtsseitig angesetzt. Die Schnittstelle ist bei den meisten Systemen kompatibel mit den ersten lieferbaren Steadicam-Modellen. Es gibt Westen mit einem Frontadapter für den Stabilisierungsarm (traditionelle Steadicamweste) und Westen mit einem am Rücken ansetzenden Adapterstück für den Stabilisierungsarm (nach Operator Daniel Sauvé). Die Exovest nach Operator Chris Fawcett verwendet rück- und frontseitig ein drehbar gelagertes Schienensystem, das zum einen ein Anpassen der Weste an die Hüftbewegung erlaubt und zum anderen die Adaption des Stabilisierungsarms an der Front- und Rückseite erlaubt.
Zur Gewichtskompensation im Stabilisierungsarm werden Federn verwendet. Es gibt Konstruktionen mit zwei oder drei in Reihe geschalteten und verstellbaren Expansionsfedern (Steadicam Arm) oder Anordnungen mit wechselbaren Kompressionsfederkanistern (Paddock Pro Arm). Durch Änderung des Wirkungswinkels der in Reihe geschalteten Expansionsfedern kann man die Gewichtskompensation des Arms so einstellen, dass sie unabhängig von der Winkelstellung der Armsegmente gleich groß bleibt. Dieser Arm-Typ wird als ISO-Elastik beschrieben. In der Praxis verharrt der Gimbal mit dem Rig über den ganzen Hubbereich des Stabilisierungsarms in der Position, in die ihn der Operator gebracht hat. Neben Metallfedern verwenden andere Konstruktionen ganze Bündel von Gummibändern, die je nach Anforderung in ihrer Zahl erhöht oder verringert werden (L‘Aigle System). Versuche, einen Stabilisierungsarm mit Gasdruckfedern zu gestalten, sind im Bereich der professionellen Systemanbieter gescheitert.
Moderne Rigs sind heute weitgehend gleich aufgebaut und haben einen auf dem Post verschiebbaren Gimbal. Der Gimbal erlaubt ein Drehen und Schwenken in allen drei Raumachsen. Der Post ist ein- oder mehrfach ausziehbar. Intern sind alle Signalkabel zwischen Sledge (unteres Rigteil mit Batterien) und Stage (Kamerabühne) geführt. Die Anschlüsse zur Kamerabühne und zum Sledge sind teilweise wechselbar ausgeführt mit innenliegenden Steckkontakten. Der Monitor wird unterhalb des Gimbals am Monitorarm angebracht und ist vielfältig verstellbar. Oft wird ein Rohrsystem ähnlich der 15 mm Kameraleichtstütze verwendet. Die Kamerabühne ist in XY-Achse verschiebbar, manchmal auch Motor getrieben. Teilweise ist ein Neigen der Kamerabühne (Tilt) als Voreinstellung möglich. Die Junction Box unterhalb der Kamerabühne hat die Anschlüsse für Spannungsversorgung (12/24 V), Bildsignale und Rotlicht. Eine elektronische Wasserwaage lässt sich auf dem Monitorbild darstellen und auf Knopfdruck kalibrieren. Der Geber für die Waage sitzt sinnvollerweise unter der Kamerabühne, ist aber nicht unbedingt erforderlich, wenn der Monitor über eine eigene Wasserwaage verfügt. Die Batteriehalterung am Sledge ist vielfach verstellbar und nimmt meist zwei bis drei Wechselakkus mit V-Mount oder Anton-Bauer-Anschluss auf. Die Batterien und der Monitor werden als Gegengewicht zur Kamera genutzt und sollten in ihrer Massenverteilung zum Post der Kameramasse entsprechen.
Als Monitor am Steadicam kommen heute hauptsächlich leistungsstarke, superhelle LCD-Bildschirme zum Einsatz, die gegen direkte Sonneneinstrahlung durch reflexionsmindernde Filterscheiben geschützt sind und auch bei Sonne ein Bild erkennen lassen. Gleiche Wirkung konnte früher nur mit speziellen Oszilloskopenröhren erreicht werden, weshalb in der Anfangszeit des Steadicams der Gerätemonitor immer grün war.

## Geschichte und Bedeutung
Die Steadicam wurde in den 1970er-Jahren von dem Kameramann Garrett Brown entwickelt. Brown drehte einen zehnminütigen Demofilm, den er einigen Regisseuren vorführte (u. a. Stanley Kubrick und John G. Avildsen). In Dieses Land ist mein Land (1976) von Hal Ashby fand das System erstmals in einem Kinofilm Verwendung, berühmter allerdings ist bis heute Avildsens Rocky (1976) für einen der ersten Einsätze. Kurz darauf folgte John Schlesingers Marathon-Mann (1976).
1979 hatte die Steadicam im deutschen Spielfilm Premiere. Nahezu komplett wurde damit der Kinofilm Der Willi-Busch-Report von Niklaus Schilling realisiert, Kameramann bzw. Operator war hier Wolfgang Dickmann.
Seither gehört die Steadicam bei größeren Produktionen zur Standardausrüstung. Mit ihr sind verwacklungsfreie Aufnahmen auch in linearer (nicht krangebundener) und abschwenkbarer Bewegungsrichtung möglich, weil kein Schienensystem (Dolly) sichtbar ist. Bei Live-Übertragungen wird den Akteuren ein erweiterter Bewegungsspielraum gewährt, und spontane Aktionen werden möglich. Für die Entwicklung der Steadicam erhielt Garrett Brown 1978 einen Oscar.

### Filmbeispiele
Eines der ersten Beispiele für die Leistungsfähigkeit der Steadicam ist in dem Film The Shining von 1980 zu sehen: Hier verfolgt die Steadicam die rennenden Schauspieler durch ein verschneites Heckenlabyrinth vorwärts und rückwärts – zwischen den hohen Hecken hätte etwa ein Kamerakran keinen Platz gefunden. Garrett Brown, der die Steadicam hier selbst führte, trat bei den Rückwärtsbewegungen in vorhandene Fußspuren und beeinträchtigte so nicht die filmische Illusion.
In Aliens (1986) taucht die Steadicam selbst im Filmgeschehen auf; die im Film gezeigten „Smart Guns“ sind Maschinengewehre, welche anstelle einer Kamera auf ein Steadicam-System montiert wurden. Dies ermöglicht den Schauspielern, die „Waffe“ wie ein Kleidungsstück zu tragen.
Eine Besonderheit stellt der Film Russian Ark von Alexander Sokurov aus dem Jahr 2002 mit dem Kameramann Tilman Büttner (Lola rennt) dar: Während wegen des erforderlichen Kraftaufwandes im Umgang mit der Steadicam die meisten so gedrehten Sequenzen nur wenige Minuten lang sind, wurde dieser in einer einzigen 92-minütigen Steadicam-Einstellung gedreht, die durch alle Ausstellungsräume der Sankt Petersburger Eremitage führte. Weniger bekannt ist der Dokumentarfilm Venedig – als hätten wir geträumt aus dem Jahr 2000, der in einer 118 Minuten langen Kamerafahrt verschiedene Aspekte des Alltagslebens in Venedig erzählt.
In der Eingangsszene von Kill Bill (2003) wurde durchgängig mit Steadicams gearbeitet. Die Kamera scheint durch die Luft zu „schweben“. Dazu betritt während der Einstellung der Steadicam-Operator mehrfach die Plattform eines im Studio installierten Kamerakrans, so dass schwebende Bewegungen durch den Raum im Anschluss an Kameraführungen durch enge Gänge realisiert werden können.
Weitere Beispiele sind die Eröffnungsszene und das Betreten des Nachtclubs durch die Küche durch Henry und Karen in GoodFellas – Drei Jahrzehnte in der Mafia (1990) und die Verfolgungssequenz im Gangsystem bei Alien³ (1992). Das Musikvideo „Together“ (2020) der australischen Sängerin Sia wurde vollständig mittels Steadicam und ohne einen einzigen Filmschnitt abgedreht.

## Steadicam-Hersteller
Der erste Hersteller von Steadicams nach dem Patent von Brown war die Cinema Products Corporation, USA. Mit der Schließung des Unternehmens im Jahr 2000 wurde die Steadicam-Lizenz an die The Tiffen Company verkauft. Damit erwarb Tiffen auch das eingetragene Warenzeichen am Namen Steadicam. Das Unternehmen bietet in der Produktlinie Steadicam unterschiedliche Geräte an. Aktuelles Topmodell ist das Steadicam M1.
Der Preis für das Steadicam-System „UltraCine“, komplett mit Batteriepack, Monitor (mit eingeblendetem künstlichem Horizont), diversem Anschlussmaterial, PDA zum Berechnen der Schwerpunktjustage und Hardcase lag im Jahr 2006 bei 66.000 USD.
Nach Auslaufen der Patente begannen andere Hersteller mit der Produktion von gleichartigen Stabilisierungssystemen. Besonders erfolgreich war ab 1992 das PRO-System des Operators Georg Paddock, der mit seinem Unternehmen GPI Pro alle drei Komponenten (Rig, Weste und Arm) anbietet. Das Rig des PRO-Systems war zum ersten Mal modular aufgebaut, aus Stage, Post mit Gimbal und Sledge. Der patentierte Stabilisierungsarm von Paddock arbeitet mit Kompressionsfedern, die in zylindrische Kanister integriert sind und sich schnell vor Ort wechseln lassen. Durch den Wechsel zwischen zwei Federstärken und den Einsatz von zwei oder vier Federkanistern lässt sich der Paddock-Arm extrem flexibel einsetzen.
Der britische Operator Howard J. Smith lieferte als erster Hersteller ab 2005 mit seinem Unternehmen MK-V das AR Rig (Autoleveling Revolution), ein Steadicam-System, bei dem durch einen automatischen Drehkranz zu den traditionellen Möglichkeiten von Steadicam eine Hubbewegung der Kameraachse möglich wurde, von ganz tiefer Objektivachse (Lowmode) bis hoher Objektivachse (Highmode). Die Automatik hält bei der Hubbewegung den Kamerahorizont in der Waagrechten.
Der deutsche Steadicam-Spezialist Christian Betz liefert seit 2001 mit seinem Unternehmen Betz Tools das RIG, ein Steadicamrig mit ausziehbarem Post, dessen Aufbau und Konstruktion auf viele internationale Workshops und das Know-how von Operator Ted Churchill zurückgeht.
Weitere wichtige Hersteller prinzipiell gleicher Kamerastabilisierungssysteme sind das Münchner Unternehmen ABC Products, die amerikanische Glidecam Industries, Movcam aus Hongkong, Easy Steady aus Italien und L’Aigle aus Frankreich.

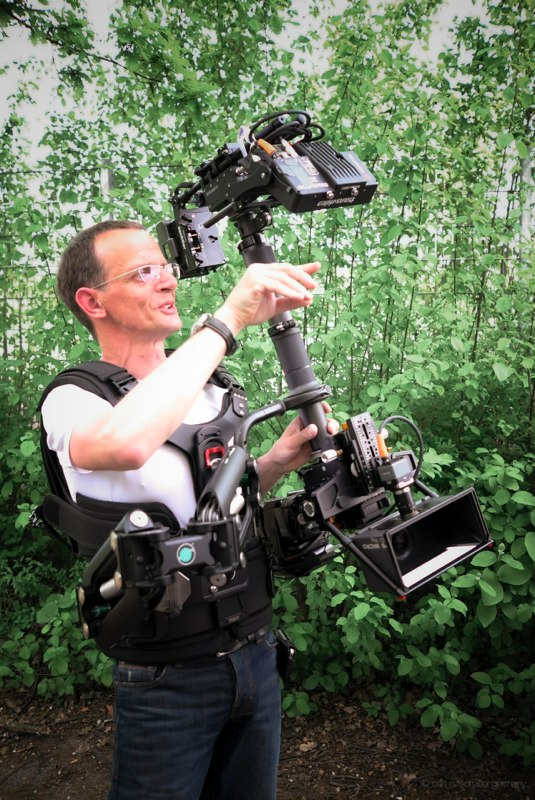
Curt O. Schaller mit einer artemis Cine HD Pro von Sachtler (2012)

Sachtler hat 2001 zusammen mit Curt O. Schaller das Kamerastabilisierungssystem artemis auf den Markt gebracht. Das System war das erste modular aufgebaute Kamerastabilisierungssystem der Welt, darüber hinaus waren seinerzeit die artemis-HD-Systeme die ersten Full-HD-Kamerastabilisierungssysteme weltweit. Das im Jahr 2015 von Curt O. Schaller gemeinsam mit dem promovierten Ingenieur Roman Foltyn entwickelte „artemis Trinity“-System ist das erste Kamerastabilisierungssystem der Welt, welches ein mechanisches Stabilisierungssystem mit einem elektronischen kombiniert. Im April 2016 erwarb ARRI die Kamerastabilisierungssysteme artemis von Sachtler / Vitec Videocom. 2025 wurde Curt O. Schaller für Konzept, Design und Entwicklung des Trinity 2-Systems mit dem Oscar für Wissenschaft und Entwicklung, dem Academy Scientific and Engineering Award ausgezeichnet.
Am unteren Ende des Spektrums sind inzwischen auch Systeme für leichte Videokameras der Unterhaltungselektronik verfügbar (ab ca. 500 Gramm Kameragewicht). Das System wiegt dann nur noch ca. 1 Kilogramm (plus Kameragewicht), und man benötigt deshalb meist weder Tragarm noch Weste. Je nach Hersteller bewegen sich die Preise im Bereich von 50 bis 1500 Euro.

## Weiterentwicklungen
Garrett Brown hat später auch schienen- (GoCam) und seilgeführte (Skycam) Kamerasysteme entwickelt, deren Bilder auch häufig bei Sportübertragungen zu sehen sind. All diese Systeme wenden aber im Wesentlichen das Stabilisierungsprinzip der Steadicam auf andere, nichtmenschliche Träger an.
Weitere technische Neuerungen wurden von Steadydrive eingeführt. Zum einen mit der Progressionsverstellung. Bei diesen Systemen lässt sich während des Betriebs nicht nur die Vorspannung, sondern auch die Federungscharakteristik verstellen. Zum anderen mit der Luftfederung. Hierbei wird die Vorspannung des Tragarms über den Luftdruck in den Zylindern der Gelenkarme eingestellt. Vorteil dieses Systems ist, dass während des Arbeitens die Höhe des Arms über den Luftdruck mittels Ventil eingestellt werden kann.
Als Weiterentwicklung zur Steadicam sind Systeme wie Cineflex oder SpaceCam zu sehen; bei ihnen wird nicht mechanisch durch Massenträgheit stabilisiert, sondern elektronisch unterstützt durch ein Kreiselinstrument (Gyroskop). Die Aufhängung ist aber so groß und schwer, dass sie meist nur für Flugaufnahmen verwendet wird (z. B. die Überflugbilder aus Tom Tykwers Heaven).